# كاترين غرين
كاترين غرين (بالألمانية: Katrin Green)‏ هي منافسة ألعاب القوى ألمانية، ولدت في 16 فبراير 1985.